# Damião Vaz d'Almeida
Pour les articles homonymes, voir Almeida (homonymie).
Damião Vaz d'Almeida, né le 28 avril 1951 à Principe au Portugal, est un homme politique santoméen, membre du Mouvement pour la libération de Sao Tomé-et-Principe – Parti social-démocrate, auquel il fut vice-président. Il est Premier ministre du IXe gouvernement pendant moins d'un an, de 2004 à 2005.

## Biographie
Damião Vaz d'Almeida est président du gouvernement régional de Principe pendant sept ans, de sa fondation le 29 avril 1995 au 12 avril 2002, étant devenu ministre du Travail du VIIe gouvernement.
Damião Vaz d'Almeida est nommé ambassadeur en Angola en septembre 2012 par le Président de la République Manuel Pinto da Costa, après trois ans sans représentants fixes dans ce pays. Il est par la suite disculpé avec trois autres ambassadeurs (Homero Jerónimo Salvaterra, Carlos Filomeno Agostinho das Neves et António Quintas Espírito Santo) par le nouveau Président Evaristo Carvalho le 21 janvier 2017.